# Langgassen (Pfullendorf)
Langgassen ist ein Wohnplatz Denkingens, einer von sieben Ortschaften der Stadt Pfullendorf im Landkreis Sigmaringen in Baden-Württemberg, Deutschland.

## Geographie
Das Dorf Langgassen liegt auf der Gemarkung Denkingen zwischen Denkingen und Illmensee, rund drei Kilometer südlich von Denkingen.

## Geschichte
Der Ort wurde erstmals 1393 als Wolffurthrüthi (= Wolfartsreute) zusammen mit Daisendorf, Schönach und Hilpensberg in einer „Gewährschaft und Versicherung“ von Margarethen von Ladenberg erwähnt und im Jahr 1522 als zu Langengassen. 1416 verkaufte Wolf von Kallenberg unter Zustimmung seiner Brüder von Wolffurt dem Spital zu Überlingen sein Gut, genannt Kemmat, „an Wolffhratzrity“ gelegen. Langgassen war Teil des Amts Denkingen des Spitals Überlingen.
Der Weiler gehörte zum Gebiet der freien Reichsstadt Überlingen. Mit dem Reichsdeputationshauptschluss verlor Überlingen 1803 die Reichsunmittelbarkeit und wurde Teil des Kurfürstentums bzw. späteren Großherzogtums Baden. Verwaltet wurde es vom Amt bzw. Bezirksamt Überlingen. Im Jahr 1939 ging das Bezirksamt in den Landkreis Überlingen auf.
Im Zuge der Gemeindegebiets- und Kreisreform in Baden-Württemberg wurde die bis dahin selbständige Gemeinde Denkingen und somit auch Langgassen zum 1. Januar 1973 zur Stadt Pfullendorf eingemeindet und diese zeitgleich dem Landkreis Sigmaringen zugeordnet.

### Einwohner
In Langgassen leben aktuell 81 Einwohner (Stand: Mai 2015).

## Religion
Kirchlich gehört Langgassen zur römisch-katholischen Pfarrei Denkingen.

## Kultur und Sehenswürdigkeiten

### Bauwerke
- Die Kath. Kapelle St. Antonius von Padua (Langgassen 1) wurde 1789 erbaut und zuletzt 1956 renoviert.[1] Jüngst wurde sie von der Bevölkerung in Eigenregie renoviert.[4] Das denkmalgeschützte Sakralbauwerk zeigt sich als verputzter Massivbau mit Dachreiter.[5]
- Zudem schmückt ein Dorfbrunnen den Dorfplatz.[4]

### Regelmäßige Veranstaltungen
- Das Langgasser Dorffest wird seit rund 30 Jahren immer an Fronleichnam gefeiert. Begonnen hat es mit einem Fass Bier und einem Gartenfest.[6]